# Sokolov (Tchéquie)
Pour les articles homonymes, voir Sokolov.
Sokolov (jusqu'en 1948 : Falknov nad Ohří, et jusqu'en 1945 en allemand : Falkenau an der Eger) est une ville de la région de Karlovy Vary, en Tchéquie, et le chef-lieu du district de Sokolov. Sa population s'élevait à 22 007 habitants en 2025.

## Géographie
Sokolov est située au confluent de l'Ohře et de la Svatava, à 17 km au sud-ouest de Karlovy Vary et à 128 km à l'ouest de Prague.
La commune est limitée par Svatava, Královské Poříčí, Těšovice et Staré Sedlo au nord, par Loket et Horní Slavkov à l'est, par Rovná et Březová au sud, et par Dolní Rychnov, Březová et Citice à l'ouest.

## Histoire
L'écrit le plus ancien qui témoigne de l'existence de Falkenau date du 13 avril 1279. On y mentionne les seigneurs locaux, les Nothaft. Au pied du château fort qu'ils ont édifié s'est établi un petit bourg peuplé d'Allemands. Après la bataille de la Montagne Blanche en 1620 et la confiscation des biens de la noblesse bohémienne qui s'était opposée au pouvoir impérial, le bourg passe sous la domination des Nostitz (Nostic en tchèque)
Jusqu'en 1918, la ville faisait partie de la monarchie autrichienne (empire d'Autriche), puis Autriche-Hongrie (Cisleithanie après le compromis de 1867), district de Falkenau, chef-lieu d'un des 94 Bezirkshauptmannschaften en Bohême.
La ville devint tchèque en 1918, puis fut annexée par l'Allemagne nazie en 1938. Le couvent de la ville fut transformé en lieu de détention pour les opposants au régime (notamment les populations mosellanes, qui refusaient l'annexion de leur département à l'Allemagne nazie) en tant qu'annexe du camp de concentration de Flossenbürg. Sa libération le 6 mai 1945 fut filmée notamment par Samuel Fuller. Les images de Fuller ne seront visibles qu'en 1988, incluses dans Falkenau, vision de l’impossible, documentaire d’Emil Weiss.

## Patrimoine
Patrimoine civil

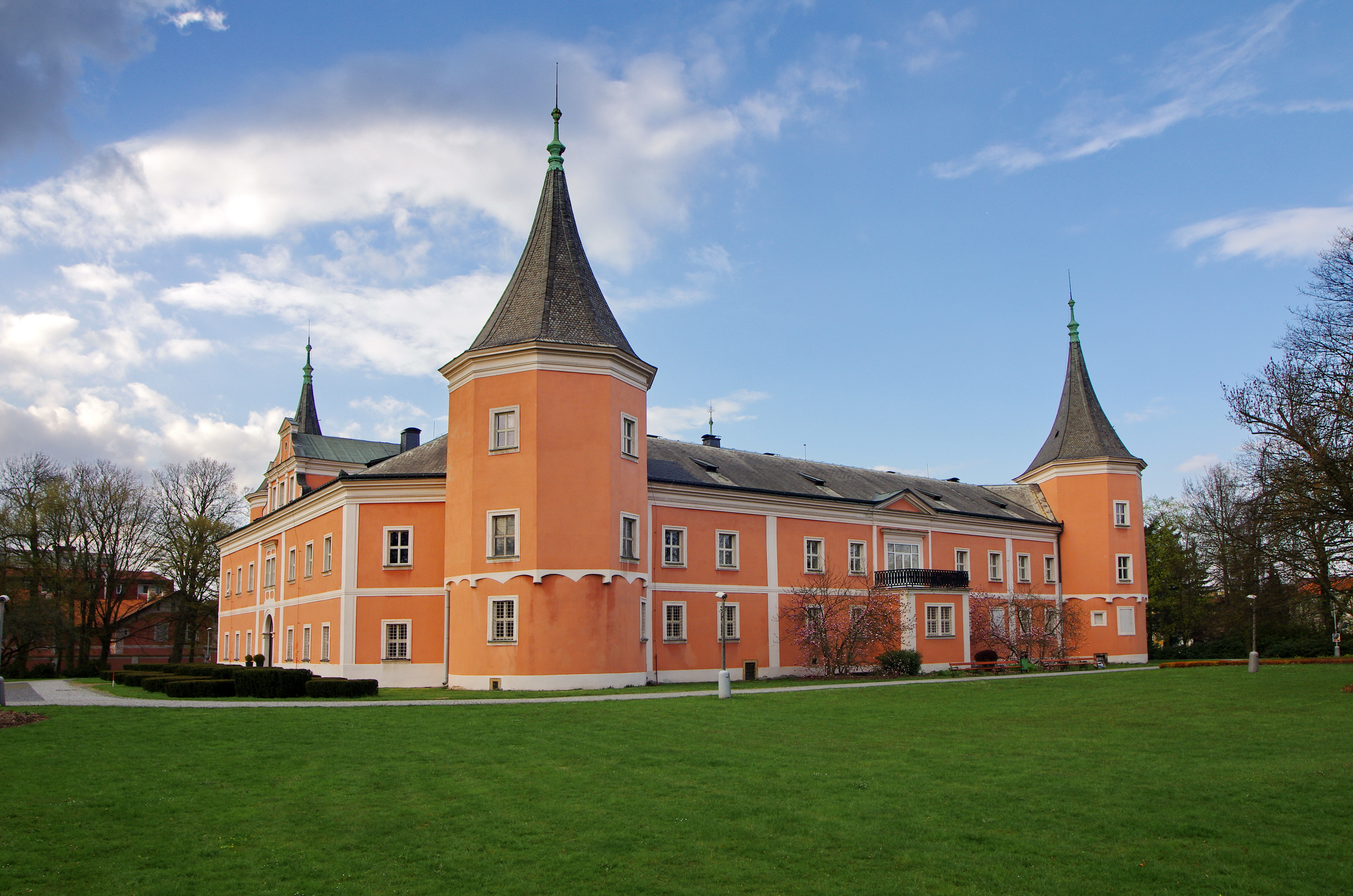
Château de Sokolov.
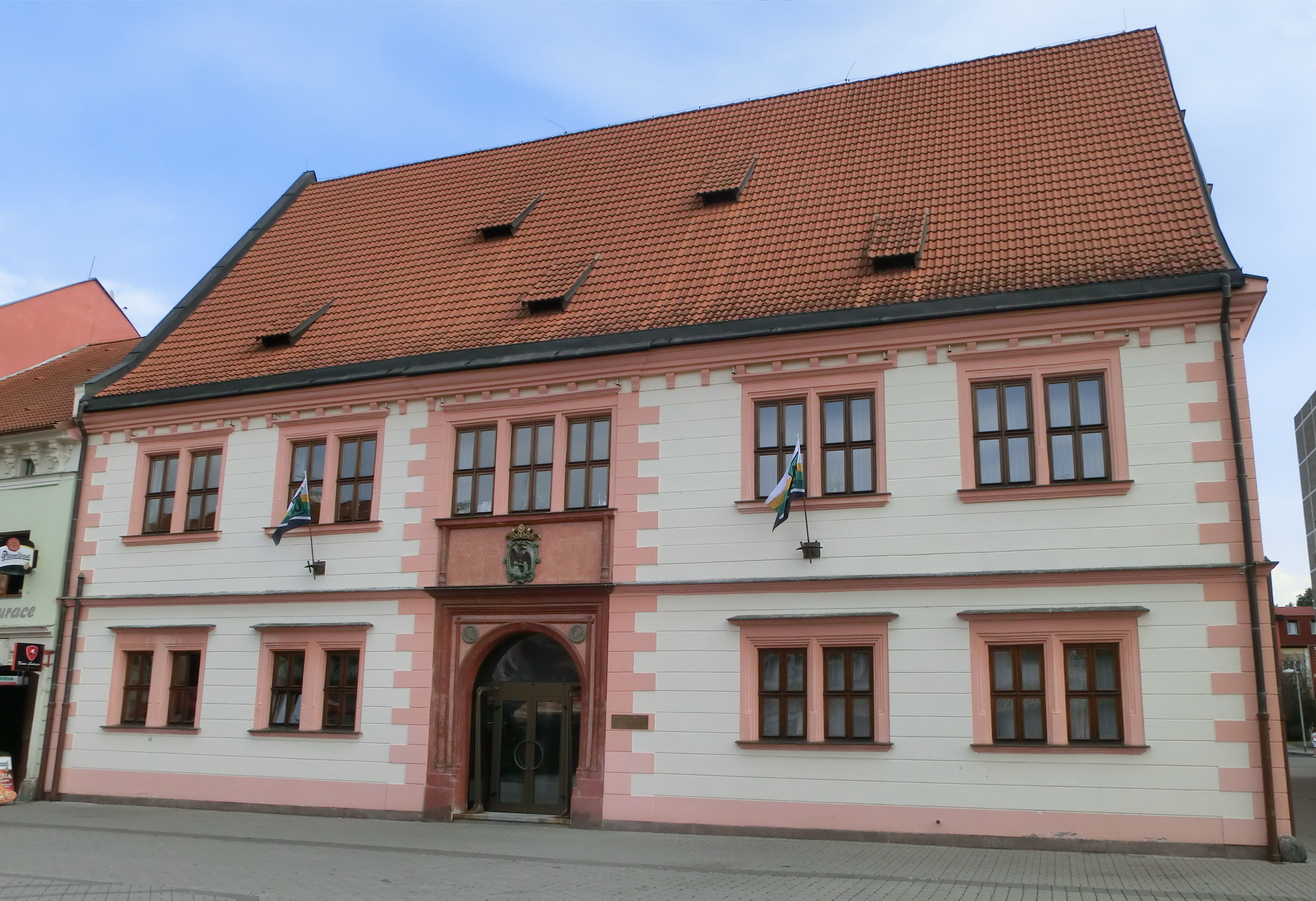
Hôtel de ville.

Patrimoine religieux

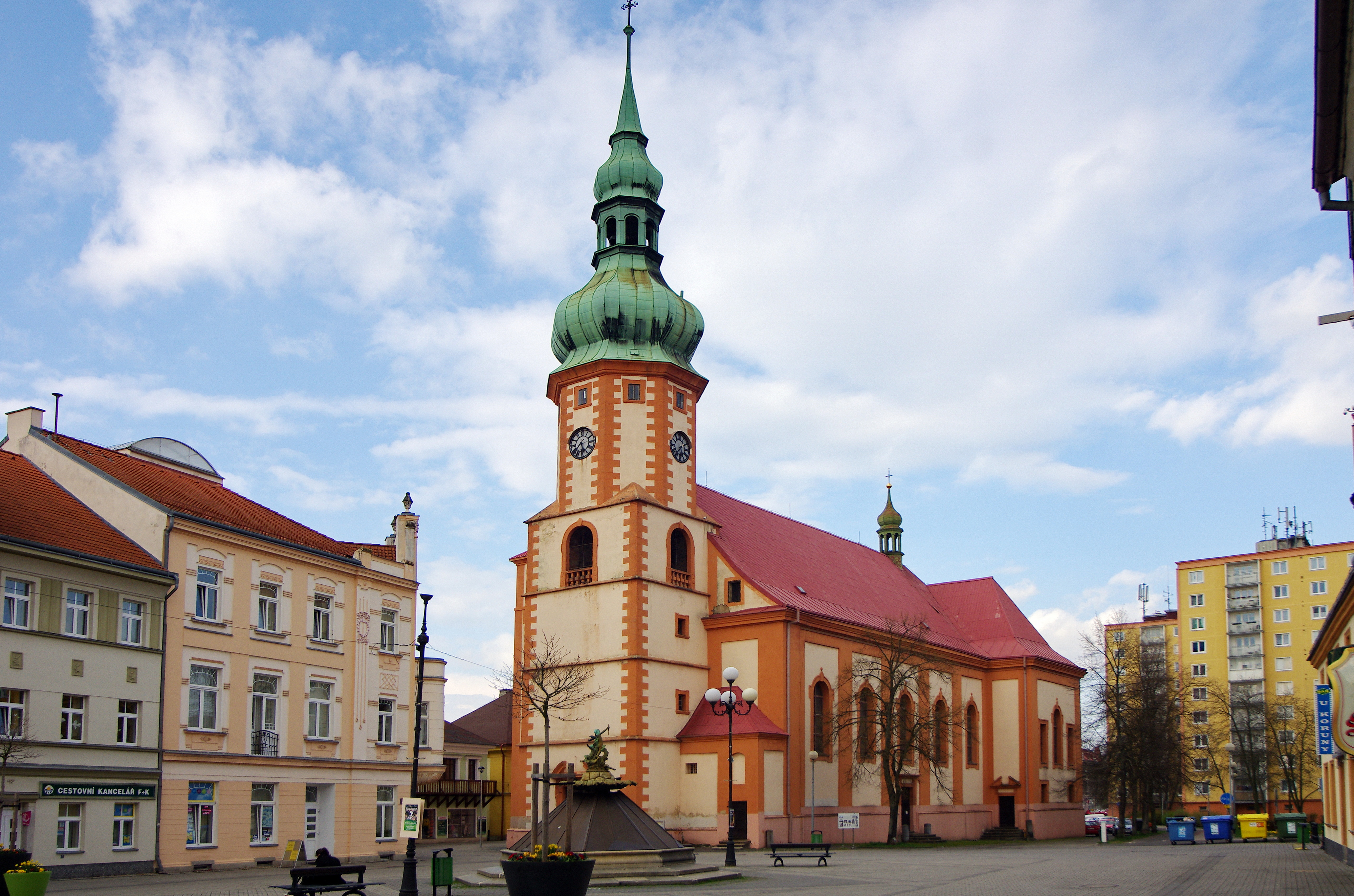
Église Saint-Jacques.
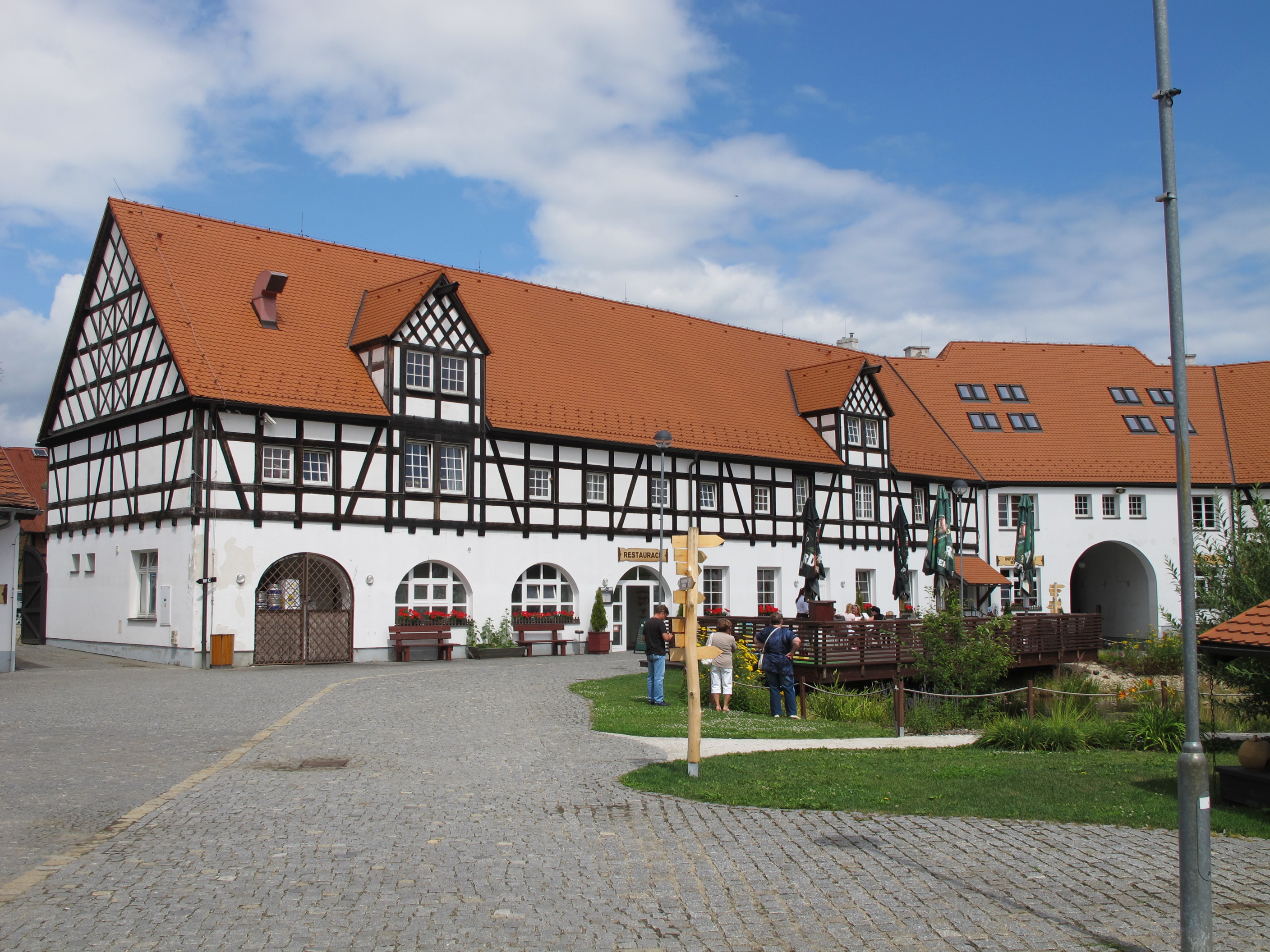
Monastère des capucins.

## Population
Recensements (*) ou estimations de la population :
| 1869* | 1880* | 1890* | 1900* | 1910*  | 1921*  | 1930*  |
| ----- | ----- | ----- | ----- | ------ | ------ | ------ |
| 4 370 | 5 250 | 6 530 | 8 679 | 10 126 | 11 429 | 12 647 |

| 1950* | 1961*  | 1970*  | 1980*  | 1991*  | 2001*  | 2011*  |
| ----- | ------ | ------ | ------ | ------ | ------ | ------ |
| 9 777 | 18 041 | 18 256 | 24 763 | 25 210 | 25 081 | 23 347 |

| 2015   | 2016   | 2017   | 2018   | 2019   | 2020   | 2021*  |
| ------ | ------ | ------ | ------ | ------ | ------ | ------ |
| 23 762 | 23 678 | 23 546 | 23 438 | 23 241 | 23 033 | 21 484 |

| 2022   | 2023   | 2024   | 2025   | - | - | - |
| ------ | ------ | ------ | ------ | - | - | - |
| 22 097 | 22 227 | 22 155 | 22 007 | - | - | - |

## Économie
On y exploite le lignite.

## Personnalités liées à la commune
- Toni Schönecker (1893-1979), artiste
- Roman Mrázek (né le 21 janvier 1962 à Sokolov), spécialiste international de la marche athlétique.